# Saiph
Saiph (též Kappa Orionis) je šestá nejjasnější hvězda v souhvězdí Orionu. Nachází se v jihovýchodní části hlavního čtyřúhelníku souhvězdí a představuje pravou nohu Oriona.
Měřením paralaxy hvězdy byla zjištěna vzdálenost od Země 650 světelných let (198 parseků), podobná jako u Betelgeuze.

## Vlastnosti
Přestože je povrchová teplota Saiphu větší než u Rigelu a Betelgeuze, vzhledem k menší velikosti je méně svítivý a jeho zdánlivá hvězdná velikost je 2,1 (Rigel 0,13, Betelgeuze 0,42; v obou případech jde o střední hodnoty, protože jsou to proměnné hvězdy).
Saiph je proměnná hvězda, ovšem jasnost se mění pouze v rozsahu 0,04m, a tak je tato změna pouhým okem nepostřehnutelná. Spektrální třída hvězdy je B0,5Ia. Jde o veleobra, tedy o hmotnou hvězdu, která již vyčerpala vodíkové palivo v jádru a prošla již i fází obra. Tato hvězda má silný hvězdný vítr, který z ní odnáší přibližně 9×10−7 hmotností Slunce hmoty za pozemský rok, tedy 1 hmotnost Slunce za 1,1 milionů let.
Stáří hvězdy je asi 6,2 milionu let.
Velké hvězdy, jako je například Saiph (a mnoho dalších hvězd v souhvězdí Orionu) vybouchne jako supernova typu II a zhroutí se do černé díry.